# Растоваць (Іванська)
45°47′ пн. ш. 16°47′ сх. д. / 45.79° пн. ш. 16.78° сх. д.
Растоваць (хорв. Rastovac) — населений пункт у Хорватії, в Б'єловарсько-Білогорській жупанії у складі громади Іванська.

## Населення
Населення за даними перепису 2011 року становило 43 осіб.
Динаміка чисельності населення поселення: